# Serviçais
Les serviçais (ou serviçaes) sont une population de Sao Tomé-et-Principe. En nombre, c'est le quatrième groupe du pays, après les métis, les Angolares et les Forros. Ce sont des travailleurs contractuels (contratados) amenés à partir de la fin du XIXe siècle d'Angola, du Cap-Vert ou du Mozambique, de fait des hommes de peine, des travailleurs forcés. Au début des années 1950 on dénombrait environ 24 000 serviçais pour une population totale de près de  62 000 habitants. 

## Histoire
Après l'abolition de l'esclavage en 1875, l'économie locale des roças – l'ensemble des terres et des constructions de la plantation – est confrontée à une pénurie de main d'œuvre et le régime du contrat de travail est introduit. Les serviçais sont tout d'abord recrutés en Angola à partir de 1876, puis au Cap-Vert depuis 1903 ainsi qu'au Mozambique en 1908.
Le recrutement est brutal, les conditions de vie sont dures et les logements rudimentaires. Le retour au pays n'est plus possible. Quelques mesures destinées à améliorer la situation des serviçais sont prises par le gouvernement portugais devant un boycott du cacao santoméen par les chocolatiers européens et des pressions internationales. Sollicités par les autorités coloniales, les Forros n'acceptent pas de travailler dans les roças. Manipulés par le gouvernement, les serviçais prennent part à la vague de violence – connue sous le nom de massacre de Batepá – qui fait des centaines de victimes en 1953.
À Sao Tomé les serviçais – jamais rapatriés – contractent des unions dont les descendants, les Tongas, constituent aujourd'hui le cinquième groupe du pays.